# Миссисипи (приток Оттавы)

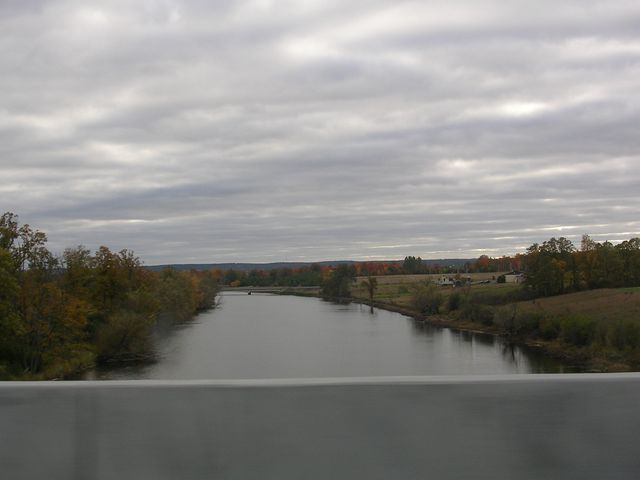
Вид с автомагистрали 417 близ Антрима

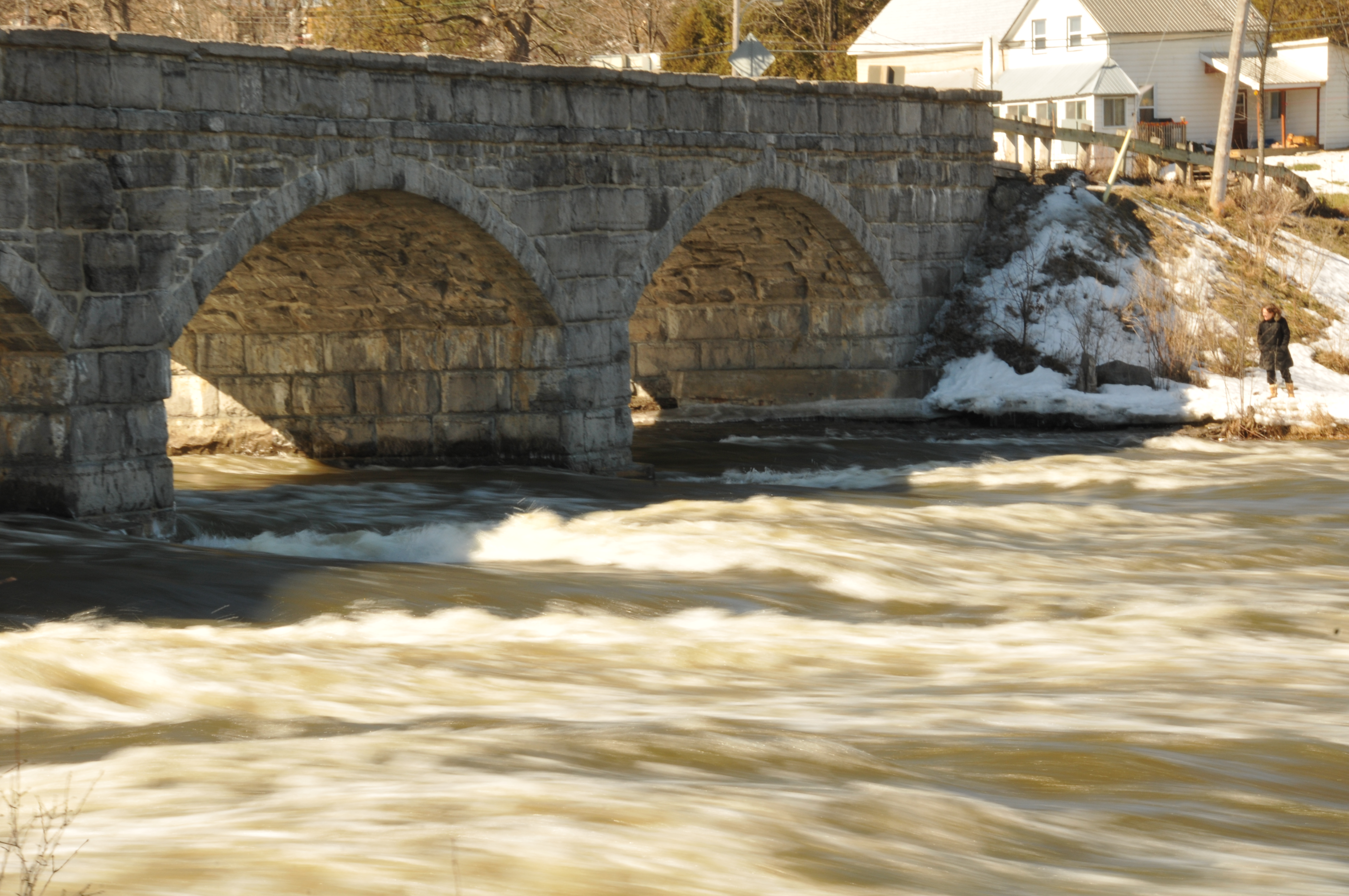
Каменный мост через Миссисипи близ Пейкенхэма во время весеннего таяния, 2011

Миссиси́пи (англ. Mississippi River) — приток реки Оттава. Протекает в Восточном Онтарио в Канаде. Длина составляет 200 км от истока в озере Верхнее Мазино (Upper Mazinaw Lake) до впадения в Оттаву, территория бассейна составляет 4450 км², средний водосброс — 40 м³/с. В бассейне реки находятся более 250 озёр.

## Название
Происхождение названия реки окутано тайной; хотя нынешнее написание могло сложиться по аналогии с одноименной крупной рекой, протекающей по территории США, изначально оно должно было быть иным, поскольку термин «большая река» (значение слова Миссисипи) едва ли подходит к небольшому притоку Оттавы, крупнейшей реки региона. Возможно, изначально на алгонкинском языке название звучало как «Mazinaa[bikinigan]-ziibi», что означало «река изображений», что связано с наскальными рисунками на озере Мазино.

## Характеристика
Уровень дна реки падает на 323 метра от её истока из озера Мазино до впадения в реку Оттава близ гавани Фицрой-Харбор.
Идя на юг через озеро Мазино, река Миссисипи поворачивает на восток и идёт до реки Фолл, с которой соединяется у деревни Лэнарк. От этого места она течёт на север через города Карлтон-Плейс, Галетта и Миссисипи-Милс (включающий бывшие ранее отдельными городами Альмонте и Пакенхэм) до того места, где она впадает в реку Оттава.
Река наполняет водой многочисленные озёра, которые являются популярными местами для сооружения коттеджей и туристского отдыха, а также проходит через многие аграрные поселения. По ходу реки ландшафт постепенно меняется, от густых лесов Канадской платформы до равнинных сельскохозяйственных земель.
Неравномерный ландшафт бассейна реки сложился из-за оледенений, эрозии и интенсивной вулканической активности в прошлом.
В западной оконечности бассейна реки распространены крутые гранитные и сланцевые утёсы с неглубоким почвенным наносом. В центральном регионе ландшафт меняется на покатые холмы, а затем на равнины к западу от города Оттава. Многочисленные глинистые отложения можно обнаружить в восточной части бассейна реки.
Примерно 60 % бассейна реки покрыто лесами; виды растительности зависят от типов почвы, которые весьма разнообразны.
Неполный список притоков реки:
- Клайд
- Индейская река[англ.] (округ Лэнарк)
- Фолл
- ручей Беллс-Крик (англ. Bell’s Creek)

Изначально река снабжала водой многие текстильные предприятия. В настоящее время она является источником гидроэлектрической энергии.
В бассейне реки расположена природоохранная болотистая зона Пардон (Purdon Conservation Area), где находится крупнейшая в Канаде колония орхидей Cypripedium reginae численностью около 16 000.